# 女英

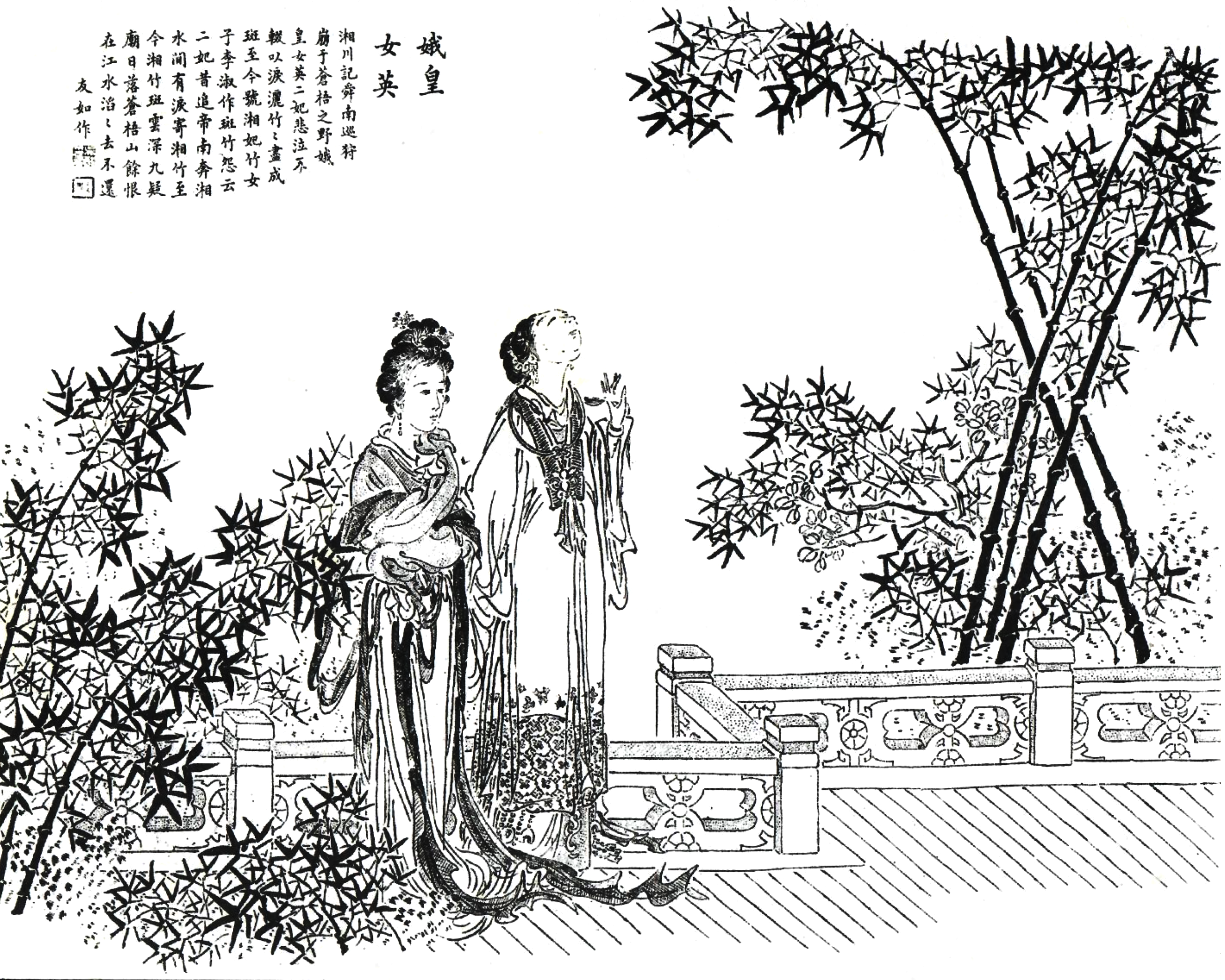
娥皇と女英（『古今百美図』）

女英（じょえい）は、古代中国の伝説上の女性。堯の娘で、姉の娥皇とともに舜の妻となった。また女瑩、女匽とも書かれた。姓は伊祁氏。
堯は舜の人格を見極めるために、娘の娥皇と女英の2人を舜に降嫁させた。舜とのあいだに子の商均を生んだ。舜の父母や弟はたびたび舜を死地に置いたが、舜は娥皇と女英の機転に助けられて危地を脱した。舜が即位して天子となると、娥皇は后となり、女英は妃となった。聡明貞仁で天下に知られた。舜が蒼梧で死去すると、娥皇と女英は江湘の間で自殺し、俗に湘君（湘江の川の神）となったと伝える。
清の『百美新詠図伝』では、中国歴朝で最も名高い美人百人に選ばれている。